# Vicente Juan Masip

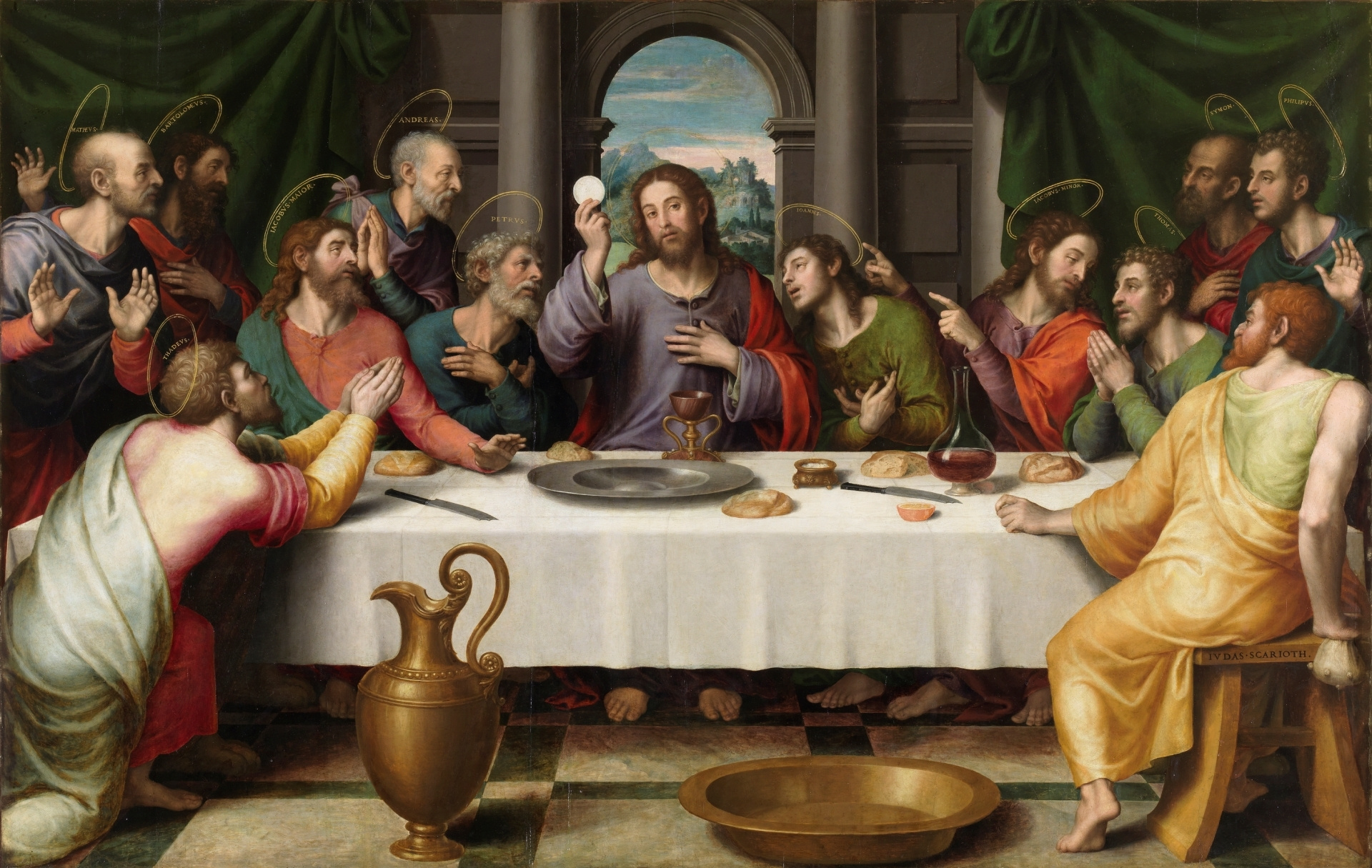
Das Abendmahl, ca. 1562, Prado

Vicente Juan Masip (Zweitname Juan de Joanes; * um 1500; † 21. Dezember 1579 in Bocairent, Provinz Valencia) war ein spanischer Maler.
Masip scheint sich in Italien nach Raffael gebildet zu haben und ließ sich sodann in Valencia nieder, arbeitete aber auch in anderen spanischen Städten.
Er soll sich zu jeder Arbeit, die für kirchliche Zwecke bestimmt war, durch die heiligen Sakramente vorbereitet haben. Er starb in Bocairent, nachdem er dort die Altarwand der Pfarrkirche mit Gemälden geschmückt hatte, am 21. Dezember 1579.
Masips Gemälde, meist Darstellungen religiöser Gegenstände, zeichnen sich vornehmlich durch Anmut, Richtigkeit der Zeichnung und Perspektive und guten Faltenwurf aus. Im Kolorit folgte er der Römischen Schule, doch ist dieses etwas stumpf.
Zu seinen Werken gehören
- Taufe Christi und die heilige Familie, Kathedrale von Valencia
- Abendmahl, Nikolauskirche in Valencia (mit einem Flügel bedeckt, auf dem die Erschaffung der Eva neben dem schlafenden Adam dargestellt ist)
- Madonna mit dem Kind, Kirche zum hl. Dominikus, Valencia
- Heiland am Hauptaltar der Kirche des hl. Franziskus, Valencia
- die Himmelfahrt Mariä, Museo de Bellas Artes, Valencia
- Predigt und das Martyrium des hl. Stephanus, Prado, Madrid
- Gestaltung eines Altaraufsatzes in St. Nikolaus und Petrus, Valencia.